# Byeongsan Seowon
Byeongsan Seowon est une seowon située dans le village de Byeongsan-ri du canton de Pungcheon-myeon (ko) dans la ville d'Andong, dans la province du Gyeongsang du Nord, en Corée du Sud.

## Histoire
La seowon est un type d'institut néoconfucéen de la dynastie Joseon (1392-1897). Elle a d'abord été créé sous le nom de Jondeoksa (尊德祠) par des érudits confucéens locaux, notamment Jeong Gyeong-se (鄭經世) en 1613, la cinquième année du règne du roi Gwanghaegun, pour commémorer la réussite scolaire et la vertu du notable érudit confucéen et politicien Ryu Seong-ryong (en). Avant la seowon, il y avait un Pungak Seodang (豊岳書堂) qui était une école située à Pungsan-eup (en) pour éduquer le clan Pungsan Ryu pendant la période Goryeo. Ryu Seong-ryong a déplacé le seodang (en) à l'endroit actuel en 1572.

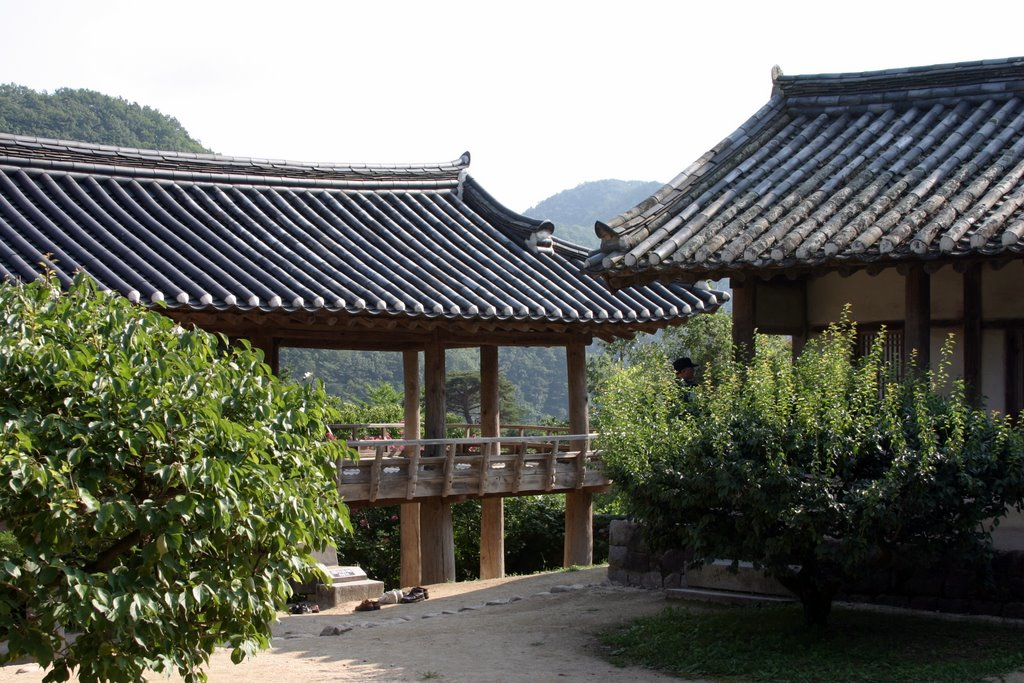
Vue de la seowon de Byeongsan